# Dickey Peak
Der Dickey Peak ist ein Berggipfel im westantarktischen Ellsworthland. Er ragt im nordwestlichen Teil der Flowers Hills in der Sentinel Range des Ellsworthgebirges auf.
Der United States Geological Survey kartierte ihn anhand eigener Vermessungen und Luftaufnahmen der United States Navy zwischen 1957 und 1959. Das Advisory Committee on Antarctic Names benannte ihn 1961 nach Clifford R. Dickey Jr., Elektrotechniker auf der Südpolstation im Jahr 1957.